# Парадокс Кондорсе
Парадокс Кондорсе — відомий парадокс теорії суспільного вибору, вперше описаний Кондорсе у 1785 році.
Полягає в тому, що правило простої більшості не в змозі забезпечити транзитивність бінарного відношення громадського уподобання серед варіантів, що обираються. В силу нетранзитивності, результат може залежати від порядку голосування, що дає можливість маніпуляції вибором більшості.
Узагальнений теоремою «про неможливість» Ерроу в 1951 році.
На практиці ідея про необхідність ранжування кандидатів реалізована в голосуванні за методом Шульце.

## Принцип Кондорсе
Кондорсе визначив правило, за яким вводиться операція порівняння альтернатив, що обираються.
Згідно з принципом Кондорсе, для визначення дійсного волевиявлення більшості, необхідно, щоб кожен голосуючий проранжував всіх кандидатів у порядку їх уподобання. Після цього для вибраної пари кандидатів визначається, скільки голосуючих воліє одного кандидата іншому. Таким чином можна порівняти будь-яких кандидатів.

## Приклад застосування принципу
Наведемо чисельний приклад з роботи Кондорсе.
Введемо для стислості позначення: {\displaystyle A\succ B\succ C} означатиме, що голосуючий воліє кандидата A кандидату B, а кандидата B — кандидату С.
Нехай 60 голосуючих висловили такі уподобання:
- 23 особи: {\displaystyle A\succ C\succ B}
- 19 осіб: {\displaystyle B\succ C\succ A}
- 16 осіб: {\displaystyle C\succ B\succ A}
- 2 особи: {\displaystyle C\succ A\succ B}

При порівнянні A з B маємо: 23 + 2 = 25 осіб за те, що {\displaystyle A\succ B} і 19 + 16 = 35 осіб за те, що {\displaystyle B\succ A}.
За принципом Кондорсе думка більшості полягає в тому, що В кращий за А.
Порівнюючи А і С, будемо мати: 23 особи за {\displaystyle A\succ C} і 37 осіб за {\displaystyle C\succ A}. Звідси, за Кондорсе, робимо висновок, що більшість воліє кандидата C кандидату А. Аналогічно (19 осіб за {\displaystyle B\succ C}, 41 людина за {\displaystyle C\succ B}) C бажаніший, ніж B.
Таким чином, за Кондорсе воля більшості виражається у вигляді трьох суджень: {\displaystyle C\succ B}; {\displaystyle B\succ A}; {\displaystyle C\succ A}, які можна об'єднати в одне відношення уподобання {\displaystyle C\succ B\succ A} і якщо необхідно вибрати одного з кандидатів, то, згідно з принципом Кондорсе, слід надати перевагу кандидату С.

## Протиріччя з мажоритарною системою голосування
Порівняємо цей висновок з можливим результатом голосування по мажоритарній системі відносної або абсолютної більшості.
- Для вищенаведеного прикладу голосування за системою відносної більшості дасть такі результати: за А — 23 особи, за В — 19 осіб, за С — 18 осіб. Таким чином, в цьому випадку переможе кандидат А.
- При голосуванні за системою абсолютної більшості кандидати А і В вийдуть у другий тур, де кандидат А отримає 25 голосів, а кандидат В — 35 голосів — і переможе.

Отримуємо, що правила гри будуть визначати переможця, і ці переможці будуть різними при різних правилах голосування.

## Парадокс Кондорсе
В іншому прикладі, розглянутому Кондорсе:
- 1 особа: {\displaystyle A\succ B\succ C}
- 1 особа: {\displaystyle C\succ A\succ B}
- 1 особа: {\displaystyle B\succ C\succ A}

за підсумками голосування виділяються три твердження: {\displaystyle B\succ C}, {\displaystyle C\succ A}, {\displaystyle A\succ B}. Але разом ці твердження суперечливі. У цьому й полягає парадокс (ефект) Кондорсе (або парадокс голосування). У цьому випадку виявляється неможливим прийняти якесь узгоджене рішення і визначити волю більшості.

## Парадокс складеного голосування
В іншій формі, парадокс Кондорсе виникає при постатейному прийнятті деякої постанови чи закону, коли кожна зі статей закону приймається більшістю голосів, а поставлений на голосування закон в цілому відкидається (іноді навіть стовідсотковою більшістю голосуючих). Або навпаки, цілком можливо, що колективно будуть прийняті рішення, які на індивідуальному рівні не підтримував би жоден з голосуючих.
Приклад. Нехай у нас є три людини, які голосують з трьох питань. Перший з них голосує «так» по першому питанню, «так» по другому і «ні» по третьому («так» / «так» / «ні»), другий - «так» / «ні» / «так», третій - «ні» / «так» / «так». Сумарний підсумок голосування підраховується як співвідношення сум голосів «так» і «ні» по кожному з питань. У розглянутому випадку сумарний підсумок голосування буде «так» / «так» / «так». Цей підсумок не відображає думки жодного з тих, хто голосував і, природно, не задовольняє нікого.

## Альтернативне голосування
На практиці ідея Кондорсе про необхідність ранжування кандидатів реалізована в альтернативному голосуванні. Цей метод застосовується при виборах в різні органи влади Австралії, Нової Зеландії, Папуа Нової Гвінеї, Фіджі, Ірландії, США, а також у ряді політичних партій, неурядових організацій і т. д.

## Антирейтинги
З парадоксом Кондорсе перегукується ідея «антирейтингу» політика. При визначенні антирейтингів потенційних виборців просять назвати не тільки найбільш, а й найменш підтримувані кандидатури, тобто фактично проранжувати всіх кандидатів за ступенем уподобання.